# Епархия Хертогенбоса

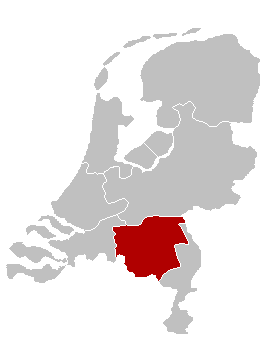
Карта расположения епархии Хертогенбоса

Епархия Хертогенбоса (лат.  Dioecesis Buscoducensis) — епархия Римско-Католической церкви с центром в городе Хертогенбос, Нидерланды. Епархия Хертогенбоса входит в архиепархию Утрехта.

## История
12 мая 1559 года Римский папа Павел IV учредил буллой «Super Universas» епархию Хортегенбоса, выделившуюся из епархии Льежа. В 1629 году после Нидерландской революции деятельность Римско-Католической церкви в Нидерландах была запрещена, поэтому епископ епархии Хертогенбоса был вынужден покинуть город. Епархия Хертогенбоса управлялась апостольским администратором. В 1848 году Конституция Нидерландов гарантировала свободу исповедания. 4 марта 1853 года была воссоздана епархия Хертогенбоса.

## Список ординариев епархии

### Список епископов (1561—1646)
- Franciscus Sonnius (10.03.1561 — 13.03.1570)
- Laurentius Metsius (13.03.1570 — 18.09.1580)
- Clemens Crabeels (10.09.1584 — 22.10.1592)
- Ghisbertus Masius (25.10.1593 — 2.07.1614)
- Nicolaas Zoesius (30.03.1615 — 22.08.1625)
- Michael Ophovius (22.06.1626 — 4.11.1637)
- Joseph Bergaigne (13.05.1641 — 28.05.1646)

### Список апостольских викариев (1647—1853)
- Henricus van de Leemputte (1647—1656)
- Henricus Vos (1656—1657)
- Nicolaus van Broechoven (1657—1658)
- Jacobus de la Torre (1657—1661)
- Eugenius Albertus d’Allamont (8.11. 1662—1666)
- Jadocus Houbraken (1666—1681)
- Guilielmus Bassery (1681—1691)
- Martinus Stevaert (1691—1701)
- Petrus Govarts (1701—1726)
- Martinus van Litsenborg (1745—1756)
- Andreas Aerts (1763—1790)
- Antonius van Alphen (1790—1831)
- Henricus den Dubbelden (1831—1851)
- Joannes Zwijsen (1851 — 4.03.1853)

### Список епископов (после 1853)
- Joannes Zwijsen (4.03.1853 — 16.10.1877);
- Adrianus Godschalk (8.01.1878 — 1892);
- Wilhelmus van de Ven (4.05.1892 — 22.12.1919);
- Arnold Frans Diepen (22.12.1919 — 18.03.1943);
- Willem Pieter Adrian Maria Mutsaerts (18.03.1943 — 27.06.1960);
- Wilhelmus Marinus Bekkers (27.06.1960 — 9.05.1966);
- Johannes Willem Maria Bluijssen (11.10.1966 — 1.03.1984);
- Joannes Gerardus ter Schure (31.01.1985 — 13.06.1998);
- Antonius Lambertus Maria Hurkmans (13.06.1998 — 5.03.2016, в отставке);
- Gerard Johannes Nicolaus de Korte (5.03.2016 — по настоящее время).

## Источник
- Annuario Pontificio, Ватикан, 2005